# 남양양 나들목
남양양 나들목(S.Yangyang IC)은 강원특별자치도 양양군 현남면 지리와 임호정리, 그리고 강릉시 주문진읍 향호리에 걸쳐 설치된 동해고속도로의 38번 교차로이다. 나들목 진출입로는 양양군 현남면 지경리와 접하고 있다. 개통 당시 명칭은 현남 나들목이었으나, 양양지역 주민들의 요구에 의해 2017년 12월 1일 현재의 남양양 나들목으로 명칭이 변경되었다. 인근에 지경해수욕장이 있으며, 국도 제7호선을 통해 양양군 현남면 및 강릉시 주문진읍내로 진출할 수 있다.

## 연혁
- 2001년 11월 28일 : 동해고속도로 강릉 ~ 주문진 구간 확장 개통에 따라 현남 나들목으로 영업 개시[1]
- 2017년 12월 1일 : 남양양 나들목으로 명칭 변경[2]

## 구조물 정보
- 위치: 강원특별자치도 양양군 현남면 지리, 임호정리, 강릉시 주문진읍 향호리
- 영업소: 강원특별자치도 양양군 현남면 지경길 76

## 접속하는 도로
- 국도 제7호선 (동해대로)

## 교통량 정보
| 요금소          | 통행량 (대/일) | 통행량 (대/일) | 통행량 (대/일) | 통행량 (대/일) | 통행량 (대/일) | 통행량 (대/일) | 통행량 (대/일) | 통행량 (대/일) | 통행량 (대/일) | 통행량 (대/일) | 각주  |
| 요금소          | 2001년         | 2002년         | 2003년         | 2004년         | 2005년         | 2006년         | 2007년         | 2008년         | 2009년         | 2010년         | 각주  |
| --------------- | -------------- | -------------- | -------------- | -------------- | -------------- | -------------- | -------------- | -------------- | -------------- | -------------- | ----- |
| 현남 (폐쇄식)   | 5,032          | 5,108          | 5,251          | 5,058          | 4,493          | 4,318          | 4,340          | 3,986          | 3,648          | 1,026          | [ 3 ] |
| 요금소          | 2011년         | 2012년         | 2013년         | 2014년         | 2015년         | 2016년         | 2017년         | 2018년         | 2019년         |                | [ 3 ] |
| 현남 (폐쇄식)   | 873            | 910            | 1,034          | 1,069          | 1,146          | 1,245          | 남양양 요금소  | 남양양 요금소  | 남양양 요금소  |                | [ 3 ] |
| 남양양 (폐쇄식) | 현남 요금소    | 현남 요금소    | 현남 요금소    | 현남 요금소    | 현남 요금소    | 현남 요금소    | 1,677          | 1,788          | 1,952          |                | [ 3 ] |